# Shunji Karube
Shunji Karube (苅部 俊二, Karube Shunji, né le 8 mai 1969) est un athlète japonais spécialiste du 400 mètres et du 400 mètres haies.

## Biographie

### Palmarès
| Date | Compétition                    | Lieu      | Résultat | Épreuve     | Performance   |
| ---- | ------------------------------ | --------- | -------- | ----------- | ------------- |
| 1993 | Jeux de l'Asie de l'Est        | Shanghai  | 1er      | 400 m haies | 49 s 93       |
| 1994 | Jeux asiatiques                | Hiroshima | 1er      | 400 m haies | 49 s 13       |
| 1996 | Jeux olympiques                | Atlanta   | 5e       | 4 x 400 m   | 3 min 0 s 76  |
| 1997 | Championnats du monde en salle | Paris     | 3e       | 400 m       | 45 s 76       |
| 1997 | Championnats du monde en salle | Paris     | 6e       | 4 x 400 m   | 3 min 20 s 18 |
| 1998 | Championnats d'Asie            | Fukuoka   | 1er      | 4 x 400 m   | 3 min 2 s 61  |
| 1998 | Jeux asiatiques                | Bangkok   | 1er      | 4 x 400 m   | 3 min 1 s 70  |
| 1999 | Championnats du monde en salle | Paris     | 5e       | 4 x 400 m   | 3 min 6 s 22  |

### Records
| Épreuve          | Épreuve          | Performance | Lieu     | Date             |
| ---------------- | ---------------- | ----------- | -------- | ---------------- |
| 400 mètres       | En plein air     | 45 s 85     | Yokohama | 9 septembre 2000 |
| 400 mètres       | En salle         | 45 s 76     | Paris    | 9 mars 1997      |
| 400 mètres haies | 400 mètres haies | 48 s 34     | Tokyo    | 5 octobre 1997   |